# Rue Prémion
La rue Prémion est une voie de Nantes, en France.

## Situation et accès
Située dans le centre-ville de Nantes, la rue Prémion, qui relie la rue Henri-IV à la rue Mathelin-Rodier, est pavée et fait partie d'un secteur piétonnier ; la circulation automobile y est restreinte. Elle est tracée au nord du château des ducs de Bretagne et de la place Duchesse-Anne, tandis qu'au sud on trouve l'extrémité du cours Saint-Pierre auquel on accède par des escaliers, dont l'un est agrémenté du monument aux morts de la guerre de 1870.

## Origine du nom
La voie a été dénommée en hommage à Jean-Baptiste Gellée de Prémion (1711-1794), avocat au Parlement, subdélégué de l'intendance de Bretagne et maire de Nantes.

## Historique
L'enceinte gallo-romaine de Nantes franchissait le centre de la rue, dans laquelle on trouvait jusqu'au XIXe siècle des vestiges de la muraille, réutilisée lors de la constitution des remparts des XIIe et XVe siècles.
En 1788, l'architecte Mathurin Crucy établit le plan d'un café à l'angle de la rue Prémion du cours Saint-Pierre.
A l'origine elle s'intitulait « rue de Prémion », elle a momentanément été baptisée « rue Brutus » durant la Révolution.
Le 25 mai 1800, la poudrière située dans la « tour des Espagnols » du château des Ducs explose. La rue Prémion, qui porte alors le nom de « rue Brutus », est l'une des plus touchées, la « tour des Espagnols » se trouvant à proximité. Quinze personnes sont tuées dans la rue, où onze maisons sont endommagées.

## Bâtiments remarquables et lieux de mémoire
- Sur la façade du no 4, à l'entresol, une plaque a été apposée à la mémoire du général Gustave de Cornulier-Lucinière (1855-1928), qui s'est illustré lors de la Première Guerre mondiale[4].

- Encadrant l'escalier principal qui mène au cours Saint-Pierre au sommet duquel se dresse le monument commémorant les victimes de la guerre de 1870, deux statues de Dominique Molknecht représentent Arthur III de Bretagne et Anne de Bretagne, exécutées en 1822[5] qui ont été replacées à leurs emplacements actuels en 1900[6], après avoir été retirées en 1896 pour être retaillées dans une pierre plus dure[5].